# دکتر چهارم
دکتر چهارم یکی از تجسم‌های دکتر، قهرمان مجموعه تلویزیونی علمی-تخیلی بی‌بی‌سی دکتر هو است. او توسط تام بیکر به تصویر کشیده شد.
در روایت سریال، دکتر ارباب زمان بیگانه چندصدساله از سیاره گلفری است که به‌طور مکرر به همراه همراهانش با سفینه‌اش تاردیس در زمان و فضا سفر می‌کند. در پایان زندگی اش، دکتر می‌تواند بدن خود را تجدید حیات کند. در نتیجه، ظاهر بدنی و شخصیت او تغییر می‌کند. بیکر چهارمین تجسم این شخصیت را به تصویر می‌کشد، این تجسم فردی غریب و گاه دلخراش است که بعضی وقت‌ها باعث می‌شود که افراد را عصبانی کند.
همراه اول او روزنامه‌نگار بی‌باک سارا جین اسمیت (الیزابت اسلادن) بود که در کنار تجسم قبلی اش نیز سفر کرده بود و بعداً جراح هری سالیوان (ایان مارتر) نیز به آنها پیوسته‌است. همراهان بعدی وی شامل سگ روباتیک ک-۹، جنگجوی وحشی لیلا (لوئیز جیمسون)، بانوی زمان رومانا (ماری تام و لالا وارد)، اشرافی نوجوان بیگانه نیسا (سارا ساتون)، نوجوان نابغه آدریک (متیو واترهاوس) و مهماندار هواپیما تیگان (جنت فیلدینگ) هستند.
بیکر این شخصیت را به مدت هفت فصل متوالی به تصویر کشید که همچنان طولانی‌ترین دوره تصدی هر بازیگری برای رهبری برنامه در دوره‌های کلاسیک و مدرن را به حساب می‌آید. وی به عنوان یکی از مشهورترین و نمادترین تجسمات دکتر در انگلستان و بین‌الملل شناخته می‌شود.